# 米卡·孔埃斯
米卡·孔埃斯（芬蘭語：Mika Köngäs，1993年4月27日—），芬蘭男子羽毛球運動員。

## 簡歷
2013年1月，孔埃斯出戰愛沙尼亞羽毛球國際賽，與伊卡·海诺合作拿得男子雙打比賽亞軍。
2015年1月，孔埃斯出戰愛沙尼亞羽毛球國際賽，與耶斯佩尔·冯·赫尔岑合作拿得男子雙打比賽亞軍。

## 主要比賽成績
只列出曾進入準決賽的國際賽事成績：
| 年份   | 賽事                     | 公開賽級別 | 項目     | 拍檔               | 成績 |
| ------ | ------------------------ | ---------- | -------- | ------------------ | ---- |
| 2013年 | 愛沙尼亞羽毛球國際賽     | 國際系列賽 | 男子雙打 | 伊卡·海诺          | 亞軍 |
| 2014年 | 歐洲男子羽毛球團體錦標賽 | 其他       | 男子團體 | －                 | 季軍 |
| 2015年 | 愛沙尼亞羽毛球國際賽     | 國際系列賽 | 男子雙打 | 耶斯佩尔·冯·赫尔岑 | 亞軍 |

| 2007-2017年 | 首要超級賽 | 超級賽 | 黃金大獎賽 | 大獎賽 | 國際挑戰賽 | 國際系列賽 | 未來系列賽 | 其他 |

| 2018-2026年 | 總決賽 | 超級1000賽 | 超級750賽 | 超級500賽 | 超級300賽 | 超級100賽 | 國際挑戰賽 | 國際系列賽 | 未來系列賽 | 其他 |